# Magica, magica Emi/Holly e Benji due fuoriclasse
Magica, magica Emi/Holly e Benji due fuoriclasse è il ventiquattresimo singolo della cantante italiana Cristina D'Avena con la partecipazione di Paolo Picutti, pubblicato nel 1986 e distribuito da C.G.D. Messaggerie Musicali S.p.A.

## Descrizione
Magica, magica Emi è un brano musicale inciso da Cristina D'Avena, scritto da Alessandra Valeri Manera su musica e arrangiamento di Giordano Bruno Martelli e sigla dell'anime Magica magica Emi.  La canzone viene indicata come Magica magica Emi sul tondino, e come Magica, magica Emi sulla copertina.
Nel 1987 la canzone venne adattata anche in francese, cantata dalla stessa artista bolognese, con il titolo Emi magique ma, poco prima della trasmissione francese dell'anime, venne scelta la versione della cantante madrelingua Valérie Barouille. Sul lato B del 45 giri francese è incisa la versione strumentale della canzone. La base musicale fu utilizzata anche per la versione spagnola dal titolo La magia de Emi nel 1990. 
Nel 2017 il brano è stato nuovamente arrangiato e nuovamente interpretato dalla D'Avena, in duetto con Arisa, come sesto brano del disco Duets - Tutti cantano Cristina. 
Holly e Benji due fuoriclasse è un brano musicale inciso da Paolo Picutti accreditato come Paolo come sigla dell'anime Holly e Benji. Il brano è stato scritto da Nicola Gianni Muratori e Alinvest, pseudonimo di Alessandra Valeri Manera su musica di Augusto Martelli. In SIAE il brano è stato depositato col titolo Holly e Benjy due fuoriclasse. 
Il singolo riuscì a toccare la ventiduesima posizione nella classifica dei singoli più venduti.

## Tracce
Lato A
Testi di Alessandra Valeri Manera, musiche di Giordano Bruno Martelli; edizioni musicali Canale 5 Music.
1. Cristina D'Avena – Magica, magica Emi – 3:00

Lato B
Testi di Nicola Gianni Muratori e Alessandra Valeri Manera, musiche di Augusto Martelli; edizioni musicali Canale 5 Music.
1. Paolo Picutti – Holly e Benji due fuoriclasse – 2:58

## Produzione
- Alessandra Valeri Manera – Produzione artistica e discografica
- Direzione Creativa e Coordinamento Immagine Mediaset – Grafica

## Produzione e formazione dei brani

### Magica, magica Emi
- Giordano Bruno Martelli – Produzione e arrangiamento
- Tonino Paolillo – Registrazione e mixaggio al Mondial Sound Studio, Milano
- Orchestra di Giordano Bruno Martelli – Esecuzione brano
- I Piccoli Cantori di Milano – Cori
- Niny Comolli – Direzione cori
- Laura Marcora – Direzione cori

#### Magica, magica Emi (2017)
- Marco Barusso – Mixaggio a BRX Studio (Milano)
- Dario Valentini – Assistente di studio
- Alessandro "Gengy" Di Guglielmo – Mastering a Elettroformati (Milano)
- Luca Mattioni – Produzione e arrangiamento a Stripe Studio (Milano), tastiere, pianoforte e programmazioni
- Francesco Ambrosini – Registrazione a Stripe Studio (Milano), tastiere addizionali e cori
- Luca Mezzadra – Registrazione voci a Massive Arts Studio (Milano)
- Enrico "Ninja" Matta – Batteria
- Marco Mangelli – Basso
- Luca Meneghello – Chitarre

### Holly e Benji due fuoriclasse
- Augusto Martelli – Produzione e arrangiamento, direzione orchestra
- Tonino Paolillo – Registrazione base musicale, voci e mixaggio al Mondial Sound Studio, Milano
- Orchestra di Augusto Martelli – Esecuzione brano
- I Piccoli Cantori di Milano – Cori
- Niny Comolli – Direzione cori
- Laura Marcora – Direzione cori

## Pubblicazioni all'interno di album e raccolte
Magica, magica Emi e Holly e Benji due fuoriclasse sono state pubblicate in diversi album e raccolte della cantante:
| Anno | Album                                                                           | Titolo                        | Versione                                            |
| ---- | ------------------------------------------------------------------------------- | ----------------------------- | --------------------------------------------------- |
| 1986 | Fivelandia 4                                                                    | Magica, magica Emi            | Versione originale                                  |
| 1986 | Fivelandia 4                                                                    | Holly e Benji due fuoriclasse | Versione originale                                  |
| 1987 | Cristina D'Avena con i tuoi amici in TV                                         | Magica, magica Emi            | Versione originale                                  |
| 1987 | Fivelandia Collection                                                           | Holly e Benji due fuoriclasse | Versione originale                                  |
| 1987 | Fivelandia TV                                                                   | Magica, magica Emi            | Videoclip utilizzato per la trasmissione televisiva |
| 1987 | Fivelandia TV                                                                   | Holly e Benji due fuoriclasse | Videoclip utilizzato per la trasmissione televisiva |
| 1987 | –                                                                               | Emi magique                   | –                                                   |
| 1989 | Cristina D'Avena e i tuoi amici in TV 3                                         | Magica, magica Emi            | Versione originale                                  |
| 1989 | Supercampioni                                                                   | Holly e Benji due fuoriclasse | Versione originale                                  |
| 1991 | Fivelandia TV                                                                   | Magica, magica Emi            | Videoclip utilizzato per la trasmissione televisiva |
| 1991 | Fivelandia TV                                                                   | Holly e Benji due fuoriclasse | Videoclip utilizzato per la trasmissione televisiva |
| 1991 | Cristina D'Avena e i tuoi amici in TV 5                                         | Magica, magica Emi            | Versione originale                                  |
| 1996 | Fivelandia 14                                                                   | Magica, magica Emi            | Versione originale                                  |
| 1997 | L'amore è magia                                                                 | Magica, magica Emi            | Versione originale                                  |
| 1999 | Siamo tutti campioni                                                            | Holly e Benji due fuoriclasse | Versione originale                                  |
| 2002 | Greatest Hits                                                                   | Magica, magica Emi            | Versione originale                                  |
| 2003 | Greatest Hits - Volume 1                                                        | Magica, magica Emi            | Versione originale                                  |
| 2004 | Cartoon Story                                                                   | Magica, magica Emi            | Versione originale                                  |
| 2005 | Cartoonlandia Girls                                                             | Magica, magica Emi            | Versione originale                                  |
| 2006 | Fivelandia 3 & 4                                                                | Magica, magica Emi            | Versione originale                                  |
| 2006 | Fivelandia 3 & 4                                                                | Holly e Benji due fuoriclasse | Versione originale                                  |
| 2006 | Fivelandia 4                                                                    | Magica, magica Emi            | Versione originale                                  |
| 2006 | Fivelandia 4                                                                    | Holly e Benji due fuoriclasse | Versione originale                                  |
| 2006 | Mundial Goal                                                                    | Holly e Benji due fuoriclasse | Versione originale                                  |
| 2007 | Che magia!                                                                      | Magica, magica Emi            | Versione originale                                  |
| 2011 | Supercampioni                                                                   | Holly e Benji due fuoriclasse | Versione originale                                  |
| 2011 | Il meglio di Cristina D'Avena                                                   | Magica, magica Emi            | Versione originale                                  |
| 2012 | Bim Bum Bam Compilation                                                         | Magica, magica Emi            | Versione originale                                  |
| 2012 | Bim Bum Bam Compilation                                                         | Holly e Benji due fuoriclasse | Versione originale                                  |
| 2012 | 30 e poi... - Parte prima                                                       | Magica, magica Emi            | Versione originale                                  |
| 2015 | Fivelandia Story                                                                | Magica, magica Emi            | Versione originale                                  |
| 2015 | Fivelandia Story                                                                | Holly e Benji due fuoriclasse | Versione originale                                  |
| 2016 | #le sigle più belle                                                             | Magica, magica Emi            | Versione originale                                  |
| 2017 | I grandi classici - Le sigle storiche dei cartoni di Canale 5, Italia 1, Rete 4 | Magica, magica Emi            | Versione originale                                  |
| 2017 | I grandi classici - Le sigle storiche dei cartoni di Canale 5, Italia 1, Rete 4 | Holly e Benji due fuoriclasse | Versione originale                                  |
| 2017 | Duets - Tutti cantano Cristina                                                  | Magica, magica Emi            | Versione 2017 in duetto con Benji & Fede            |
| 2018 | Le più belle sigle TV di Bim Bum Bam                                            | Magica, magica Emi            | Versione originale                                  |
| 2018 | Duets + Duets Forever – Tutti cantano Cristina                                  | Magica, magica Emi            | Versione 2017 in duetto con Benji & Fede            |
| 2018 | Fivelandia Reloaded - Volume 4                                                  | Magica, magica Emi            | Versione originale                                  |
| 2018 | Fivelandia Reloaded - Volume 4                                                  | Holly e Benji due fuoriclasse | Versione originale                                  |